# Phare de Carapacho
Le phare de Carapacho est un phare situé sur le promontoire de Ponta da Restinga (pt), dans la freguesia de Carapacho (pt) de la municipalité de Santa Cruz da Graciosa, à l'extrême nord-ouest de l'île de Graciosa (Archipel des Açores - Portugal).
Il est géré par l'autorité maritime nationale du Portugal à Oeiras (Grand Lisbonne).

## Histoire
Le "Plan Général d'Illumination" de 1883 a proposé la construction d'un phare de quatrième ordre, qui aurait un feu cligontant d'une portée de 19 milles nautiques (35 km). En 1902, la "Commission des Phares" proposa une modification pour un phare de cinquième ordre, avec un groupe de trois éclats toutes les 10 secondes, avec une portée moindre.
Le phare a été mis en service le 26 mai 1956, équipé d'un système dioptrique rotatif de 5e ordre avec une focale de 187.5 mm d'une portée de 35 km. Il est situé à 191 mètres au-dessus du niveau moyen de la mer sur Ponta da Restinga, l'extrême sud-est de l'île de Graciosa, dans la zone de conservation spéciale d'Ilhéu de Baixo et Ponta da Restinga (Graciosa). Il est constitué d'un petit bâtiment surmonté d'une tour cylindrique de 14 mètres de haut avec un dôme rouge et d'une résidence attenante pour le gardien du phare.
En 1961, sa caractéristique est devenue deux éclats blancs, toutes les 10 secondes, avec une portée de 37 km. En 1978, il a reçu un système permettant de le désactiver à distance, en fonction des conditions atmosphériques. En 1987, le phare a été relié au réseau électrique public. En même temps, les optiques ont été remplacées par une lampe de sixième ordre avec une distance focale de 150 millimètres et une lampe halogène de 50 Watt/12 volts, alimentée par une batterie et reliée au réseau extérieur. Sa portée est d'environ 28 km.
Identifiant : ARLHS : AZO006 ; PT-792 - Amirauté : D2670 - NGA : 23484.
|                   |
| Ponta da Restinga |

### Lien connexe
- Liste des phares des Açores